# 韋佛利議會
韋佛利議會是澳大利亞雪梨大都會內東部的一個地方政府。

## 議會
韋佛利議會有議席12座，全市分4選區，各區選出議員3名代表市民和納稅人問政；市長非直選。

## 外部連結
- List of Councillors on Waverley Council
- 2001 Census Information （页面存档备份，存于）

33°54′S 151°16′E / 33.900°S 151.267°E